# Guillermo Varela
Guillermo Varela Olivera (* 24. März 1993 in Montevideo) ist ein uruguayischer Fußballspieler. Der rechte Außenverteidiger und neunzehnfache A-Nationalspieler spielt beim CR Flamengo in Rio de Janeiro.

## Karriere

### Verein
Guillermo Varela durchlief bereits die Nachwuchsmannschaften von Peñarol Montevideo. Der 1,80 Meter große Abwehrspieler Varela kam sodann in der Clausura der Spielzeit 2010/11 zu einem Einsatz für Peñarol in der Primera División, als er am 5. Juni 2011 unter Trainer Diego Aguirre in der höchsten Spielklasse in der Partie gegen Racing debütierte. Er gehörte dem Kader der Aurinegros auch in den folgenden beiden Spielzeiten an, kam aber zu keinem weiteren Einsatz. Nachdem er in einem Probetraining überzeugen konnte vermeldete Manchester United Anfang Juni 2013 die Verpflichtung von Varela zur anstehenden Saison. Offiziell schloss er sich am 11. Juni 2013 dem Verein an. Damit war er die erste Neuverpflichtung des englischen Vereins nach dem Abgang Alex Fergusons, den er in besagtem Probetraining von seinen Fähigkeiten überzeugen konnte. Nachfolger David Moyes stimmte dem angedachten Transfer anschließend zu. Die Ablösesumme soll 2,4 Millionen Euro betragen haben, wobei 1,8 Millionen aufgrund einer 70%igen Transferrechte-Beteiligung an seinen Verein und der Rest an den Spielerberater Pablo Bentancur flossen. Mitte Juli 2013 stand sodann eine Leihe für die Dauer eines Jahres zum argentinischen Verein Boca Juniors im Raum, die letztlich jedoch nicht realisiert wurde. Lediglich in der Saisonmitte im Winter kehrte er vorübergehend aus persönlichen Gründen kurzzeitig nach Südamerika zurück.
Am 19. August 2013 lief er erstmals für die U21 Manchesters auf, als er bei der 2:4-Niederlage im Salford City Stadium gegen Liverpool in der Startelf stand. In der Folgezeit kam er bis zu seinem letzten Spiel am 14. Mai 2014 in der Saison 2013/14 insgesamt 18-mal in der U21 Premier League zum Zug. In der Spielzeit 2014/15 folgte ein weiterer Ligaeinsatz für die U21. Zudem stehen insgesamt drei Einsätze im Manchester Senior Cup und einer im Lancashire Senior Cup für Varela zu Buche.
Im September 2014 wechselte Varela kurz vor Ende der Transferperiode bis zum Ende der Saison 2014/15 auf Leihbasis zur zweiten Mannschaft von Real Madrid. Dort kam er in der Spielzeit 2014/15 33-mal (ein Tor) in der Segunda B zum Einsatz.
Anschließend kehrte er zu Manchester United zurück. Dort wurde er von Trainer Louis van Gaal in den Kader der spielberechtigten Spieler für die Champions-League-Saison 2015/16 aufgenommen und gemeldet.
Am 5. Dezember 2015 debütierte er am 15. Spieltag beim 0:0 gegen West Ham United in der Premier League, als er in der 46. Spielminute für Paddy McNair eingewechselt wurde. Varela ist damit nach Diego Forlán erst der zweite Uruguayer, der in der Klubgeschichte für Manchester United auflief. In der Saison 2015/16 bestritt er insgesamt vier Erstligaspiele, eine Champions-League-Partie und drei Begegnungen in der Europa League. Ein Tor erzielte er nicht.
Darüber hinaus kam er in der U21 in der Spielzeit 2015/16 13-mal (zwei Tore) in der Liga zum Einsatz. Im Lancashire Senior Cup lief er zweimal, im Manchester Senior Cup einmal auf.
Am 23. Juli 2016 wurde Varela bis zum Ende der Spielzeit 2016/17 an den deutschen Bundesligisten Eintracht Frankfurt verliehen. Am 27. August 2016 debütierte er beim 1:0-Heimsieg gegen den FC Schalke 04 in der Bundesliga. Bereits bei seinem zweiten Ligaeinsatz am 2. Saisonspieltag zog er sich eine schwere Innenbandverletzung zu, aufgrund der er fünf Monate lang verletzungsbedingt ausfiel. Insgesamt absolvierte er in der Saison 2016/17 sieben Bundesligaspiele (kein Tor) und drei Partien des DFB-Pokals für die Hessen.
In der Woche vor dem DFB-Pokalfinale 2016/17 wurde Varela am 24. Mai 2017 durch Fredi Bobic, den Sportvorstand des Vereins, suspendiert und eine Weiterbeschäftigung nach Ablauf der Leihe ausgeschlossen. Zuvor hatte er gegen die Anweisung des Trainers und der Ärzte verstoßen, sich nicht tätowieren zu lassen. Das Tattoo hatte sich folglich entzündet.
Am 11. August 2017 unterschrieb Varela, der zuvor seinen Vertrag bei Manchester United aufgelöst hatte, einen Dreijahresvertrag bei seinem vormaligen Verein Peñarol Montevideo. Im Januar 2019 kehrte er nach Europa zurück und schloss sich dem FC Kopenhagen an. Für die Saison 2020/21 wurde er an den FK Dynamo Moskau verliehen. Anschließend wurde er dann von den Russen fest verpflichtet.
Am 29. November 2022 konnte Varela mit dem CR Flamengo den Sieg in der Copa Libertadores 2022 feiern.

### Nationalmannschaft
Varela debütierte am 6. Juni 2012 im Spiel gegen die USA unter Trainer Juan Verzeri in der uruguayischen U20-Nationalmannschaft. Er gehörte sodann dem Aufgebot der uruguayischen U20-Auswahl bei der U20-Südamerikameisterschaft 2013 in Argentinien an. Dort absolvierte er neun Spiele, allesamt in der Startelf. Im Juli 2013 wurde er bei der U20-Weltmeisterschaft 2013 in der Türkei Vize-Weltmeister mit Uruguay. Im Verlaufe des Turniers bestritt er sieben Partien. Insgesamt stehen für Varela 26 Länderspieleinsätze in der U20 zu Buche. Ein Tor erzielte er dabei nicht.
Ende März 2016 wurde Varela erstmals für die WM-Qualifikationsspiele gegen Brasilien und Peru in die A-Nationalmannschaft berufen. Sein Debüt gab er am 10. November 2017 beim 0:0 im Freundschaftsspiel gegen Polen.
Er reiste mit der Nationalmannschaft in die Vereinigten Staaten zur Copa América 2024.

## Erfolge
Nationalmannschaft
- Vize-U20-Weltmeister: 2013

Flamengo
- Copa Libertadores: 2022
- Copa do Brasil: 2024
- Supercopa do Brasil: 2025